# Sogenannter Palast Theoderichs

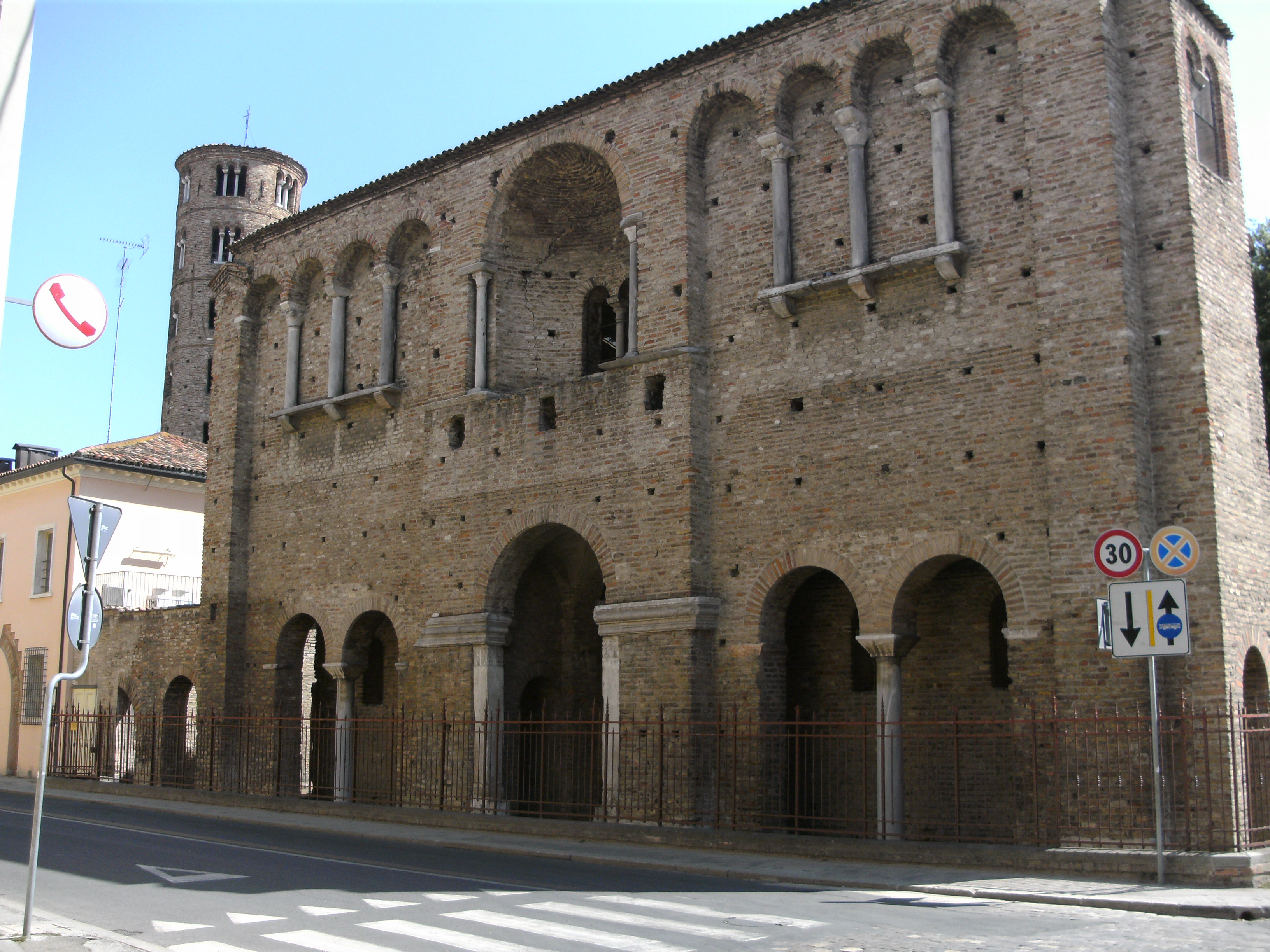
Sogenannter Palast Theoderichs, im Hintergrund der Campanile der Kathedrale S. Apollinare Nuovo, der Hofkirche Theoderichs d. Gr.

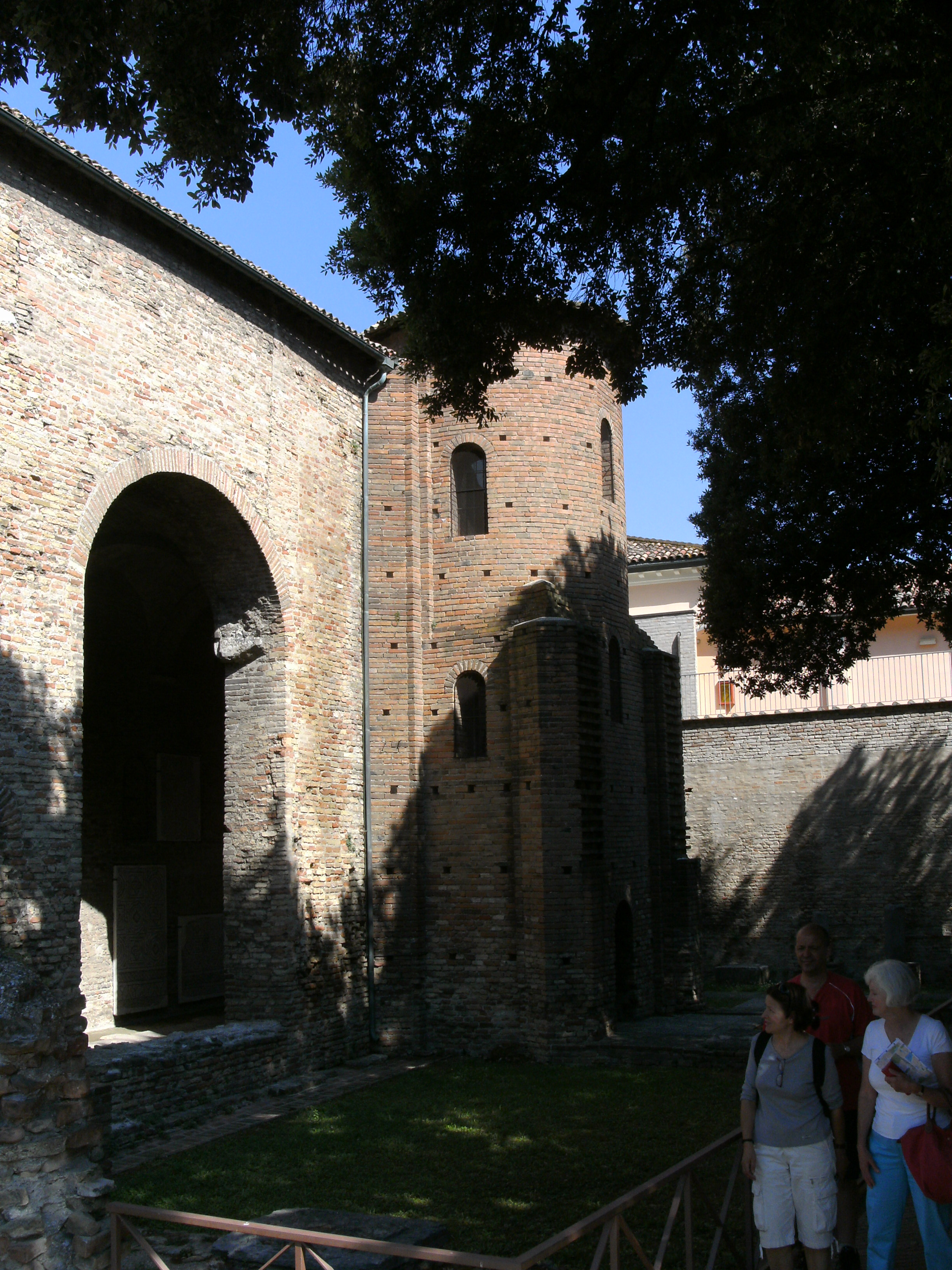
Rückseite des sogenannten Palasts Theoderichs, von der aus eine Wendeltreppe zu dem Ausstellungsraum im Dachgeschoss führt.

Fragment eines Fußbodenmosaiks, das bei Ausgrabungen auf dem ehemaligen Gelände des Palasts Theoderichs freigelegt wurde.

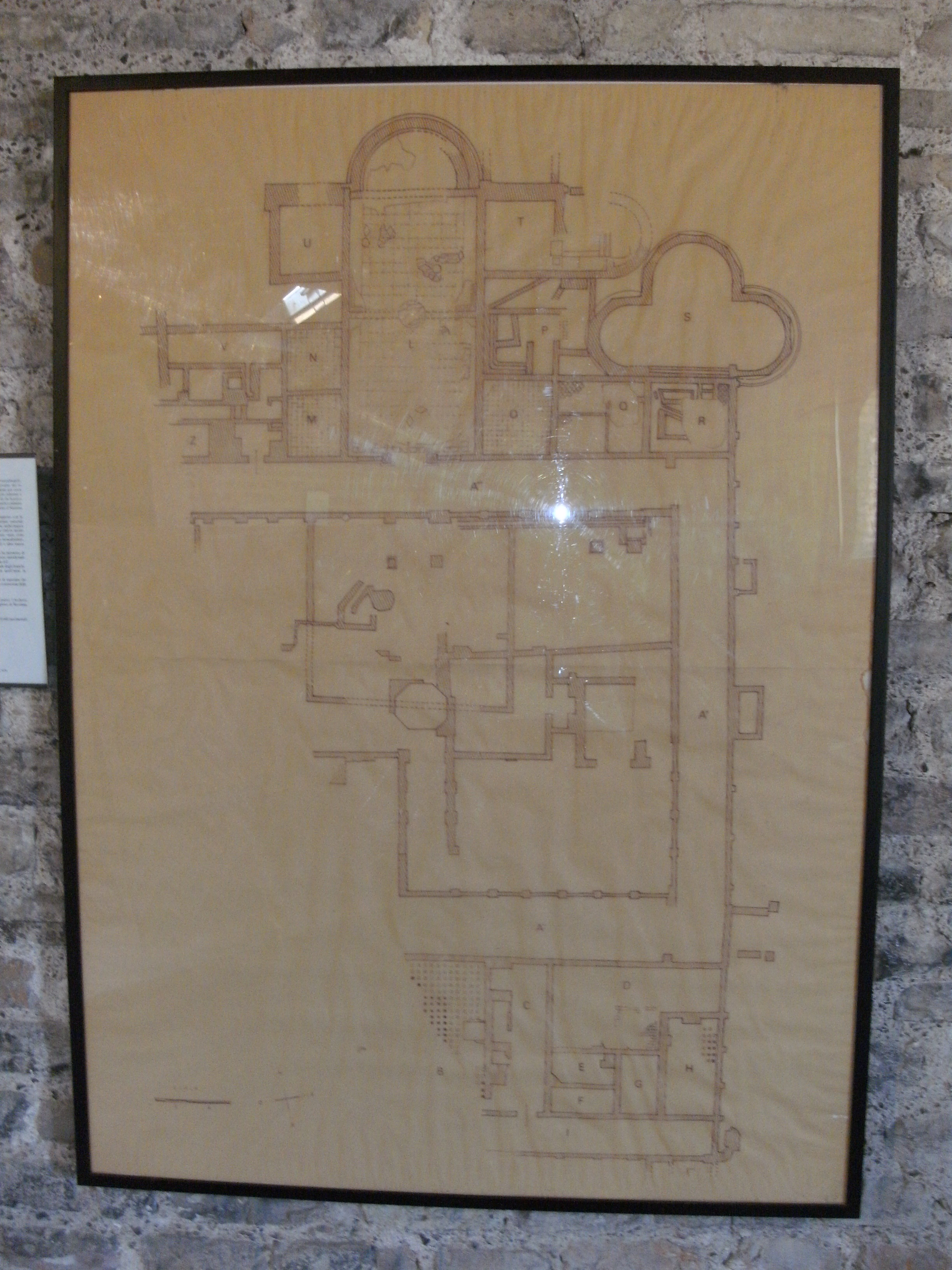
Im sogenannten Palast des Theoderich ausgestellte Skizze, die die bei den Ausgrabungen von 1907 bis 1911 freigelegten Fundamente des Palasts Theoderichs zeigt.

Der sogenannte Palast Theoderichs (ital. Cosiddetto Palazzo di Teodorico, abgekürzt C. D. Palazzo di  Teodorico) ist ein als Museum genutztes historisches Gebäudefragment in der oberitalienischen Stadt Ravenna, das eine Zeit lang als Teil des Palasts Theoderich d. Gr. angesehen worden war.
Das aus dem 8. Jahrhundert stammende Gebäudefragment hat eine 20 Meter lange Fassade und steht am Rande des kaiserlichen Areals von Ravenna, auf dem bereits der Palast der Regentin Galla Placidia und später auch der eigentliche Palast Theoderichs (ein anderes Gebäude) gestanden hatte. Aufgrund seiner Lage in unmittelbarer Nachbarschaft der Hofkirche Theoderichs, San Apollinare Nuovo, und wegen einer gewissen Ähnlichkeit seiner Fassade mit einer Mosaikdarstellung des Palasts des Theoderich, die in S. Apollinare Nuovo erhalten geblieben ist, war das Gebäude in der Vergangenheit irrtümlich als Teil des Palasts Theoderichs angesehen worden. Der ursprüngliche Zweck des Gebäudes ist nicht eindeutig geklärt. Mehrere schlichte viereckige Kapitelle der in der Fassade verbauten Säulen sind mit Kreuzen versehen. Aus diesem Grund wird vermutet, dass das Gebäude einem kirchlichen Zweck gedient hatte. Italienische Historiker und die Stadtverwaltung von Ravenna gehen gegenwärtig davon aus, dass es sich um einen Teil der verschwundenen Kirche San Salvatore ad Calchi handelt.
Wie von Corrado Ricci im Zeitraum 1907 bis 1911 durchgeführte Ausgrabungen von Fundamenten und Mauerresten in den Gärten der Familie Monghini und im sonstigen Gebiet zwischen Viale Farini und Via Alberoni gezeigt haben, befand sich der tatsächliche Palast Theoderichs hinter dem Gebäude, das als sogenannter Palast Theoderichs bezeichnet wird. Sowohl die Lage des Palasts als auch seine Grundrisse konnten mittlerweile erfasst werden.
Bei den Grabungen wurden u. a. Reste von Mosaikfußböden gefunden. Die Mosaikfußböden wurden 1923 in das Dachgeschoss des sogenannten Palasts Theoderichs gebracht, das als Ausstellungsraum eingerichtet wurde. Bei dieser Gelegenheit wurde die in das Obergeschoss führende Wendeltreppe restauriert. In dem Ausstellungsraum ist ein Plan der ausgegrabenen Fundamente zu sehen.

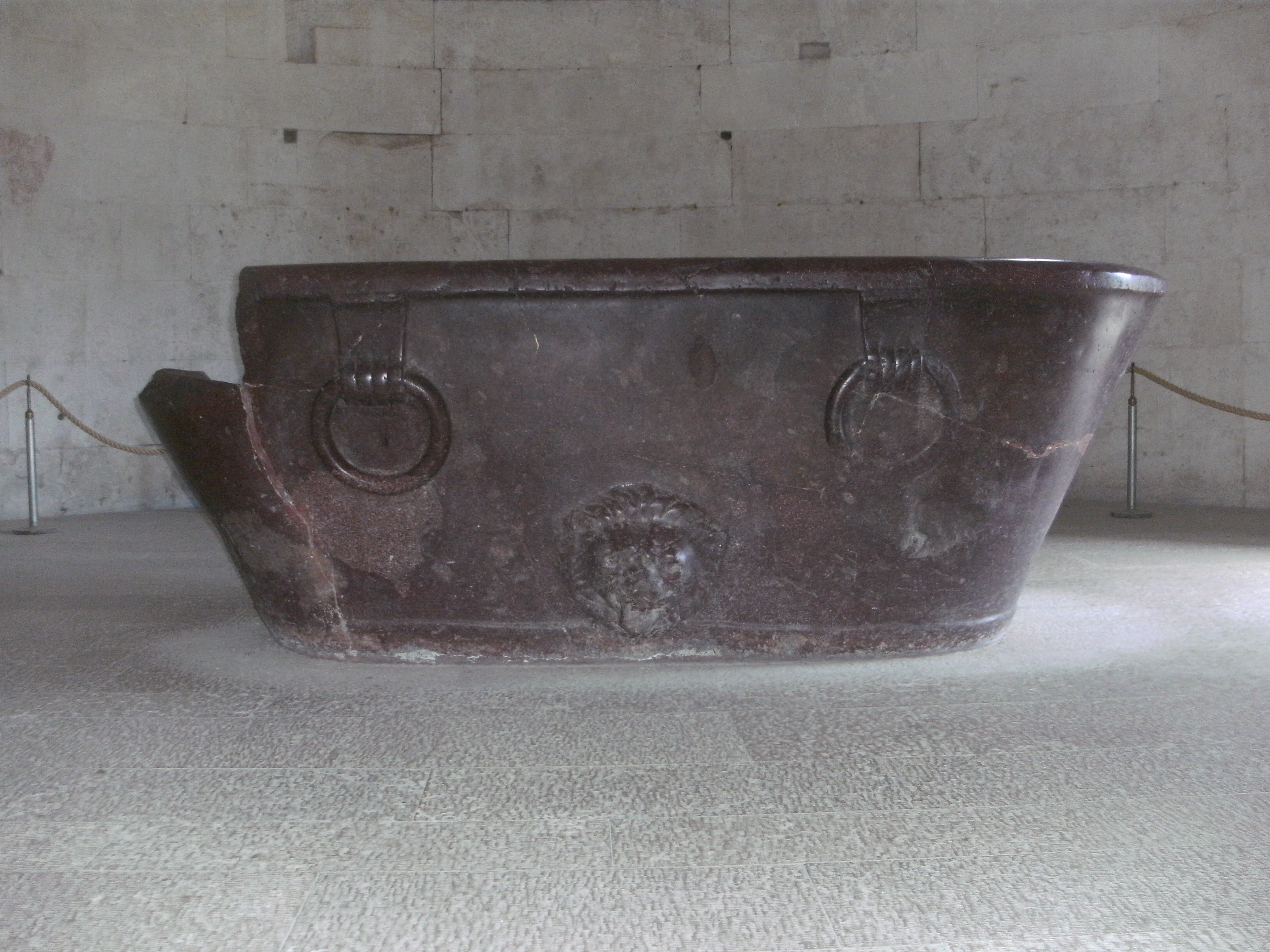
Porphyrwanne im Theoderich-Mausoleum, ehemals im sog. Theoderich-Palast vermauert

Im sogenannten Palast des Theoderich war unten rechts eine Porphyrwanne eingemauert gewesen. Die Wanne war eine Zeit lang im Nationalmuseum von Ravenna ausgestellt und steht gegenwärtig in der Mitte des Obergeschosses des Grabmals Theoderichs, dem Kapellenraum. Die beschädigte Wanne, die an allen Seiten Einschläge von Kanonenkugeln aufweist und deren eines Kopfende unvollständig erhalten ist, war ursprünglich ca. 3 Meter lang, 1,50 Meter breit, 1 Meter hoch und 65 Zentimeter tief. Der 210 Zentimeter lange und 70 Zentimeter breite Boden der Wanne ist flach und hat an den beiden Kopfenden unregelmäßige halbkreisförmige Begrenzungen. Die Seitenwände sind schräg und an den Längsseiten etwas steiler (Steigung etwa 70°) als an den Kopfenden (Steigung ca. 60°). Die etwa 16 Zentimeter dicken Wände haben sowohl innen als auch außen eine glatte, polierte Oberfläche. An einer Längsseite befindet sich unten in der Mitte das Flachrelief eines Löwenkopfs. Beide Längsseiten weisen links und rechts ein Flachrelief mit dem Motiv eines großen eingehängten Ankerrings auf. Die Wanne hat einen kantenlosen, sanft abgerundeten oberen Rand, der um 1,5 Zentimeter nach außen übersteht und so einer in der Wanne befindlichen Person einen festen Halt bietet. Auf dem seitlichen Wannenrand kann sich eine in der Wanne befindliche Person bequem niederlassen oder abstützen. Eine in der Wanne stehende Person steht 35 cm über dem Fußboden, auf dem die Wanne abgestellt ist – eine geeignete Position, um sich von vor der Wanne stehenden Bediensteten abtrocknen oder frottieren zu lassen. Die Wanne – allem Anschein nach eine spätrömische Badewanne – weist keinerlei königliche Insignien oder Inschriften auf.
Für die Besichtigung des sogenannten Palasts des Theoderich und seines Ausstellungsraums ist bis 2016 kein Eintritt erhoben worden. Seit November 2016 wird ein Eintritt in Höhe von € 1 erhoben (Stand: September 2017).